# Chi Lay ơn
Chi Lay ơn hay Chi Lay dơn, Dơn (danh pháp khoa học: Gladiolus) là một chi hoa trưng biện khá phổ thông tại nhiều nước, được phương Tây đem sang phổ biến tại Việt Nam. Thân dài như cây kiếm nhỏ, có hoa (nhiều màu nhưng thường là màu đỏ hay hồng) nở dọc theo thân cây.
Chi này có khoảng 260 loài, phần lớn xuất phát từ châu Phi (163 loài từ Nam Phi). Các chi Oenostachys, Homoglossum, Anomalesia và Acidanthera, theo truyền thống coi là các chi độc lập, hiện tại được gộp trong chi Gladiolus.

## Miêu tả
Chi Lay ơn có khoảng 260 loài, trong đó 250 loài có nguồn gốc từ vùng châu Phi hạ Sahara, phần lớn xuất xứ từ Nam Phi. Khoảng 10 loài có xuất xứ Âu-Á. Có 160 loài lay ơn đặc hữu của Nam Phi và 76 loài ở vùng nhiệt đới châu Phi. Các loài đa dạng, từ kích thước rất nhỏ đến khổng lồ, thường thấy trong thương mại.
Các loài thảo mộc quyến rũ sống lưu niên này là bán chịu hạn tại các vùng có khí hậu ôn hòa. Chúng phát triển từ thân hình tròn, đối xứng, bao xung quanh bằng các lớp vỏ màu hơi nâu, và có thớ sợi. Thân cây nói chung không có nhánh, chỉ có từ 1-9 lá nhỏ hình lưỡi kiếm, có gân sọc viền ngoài và được bao trong vỏ bọc ngoài. Lá thấp nhất là lá mầm. Phiến lá có thể phẳng hoặc có hình chữ thập.
Các cụm hoa thơm ngát gồm những bông hoa lớn, lưỡng tính xếp thành một phía, có 2 lá bắc màu xanh, dai, mọc đối diện nhau. Đài hoa và cánh hoa hầu có vẻ ngoài giống nhau. Chúng hợp nhất tại đế thành một cấu trúc hình ống và được gọi chung là lá đài. Lá đài sống lưng là lớn nhất, bao quanh 3 nhị. 3 lá đài ở ngoài có kích thước nhỏ hơn. Bao hoa có dạng hình phễu, gắn với nhị ở đáy. Vòi nhụy có ba nhánh dạng chỉ, hình thìa, mỗi nhánh trải rộng về phía đỉnh.
Bầu nhụy là dạng quả nang 3 ngăn hình thuôn hoặc hình cầu, chứa nhiều hạt có lông màu nâu và nứt theo chiều dọc. Tại tâm của chúng là cấu trúc dễ thấy giống như cục nhỏ đặc trưng, là hạt thật sự không có lớp vỏ bọc mịn. Tại một số hạt cấu trúc này bị nhăn và có màu đen. Những hạt như vậy không thể nảy mầm.
Những bông hoa này có màu sắc rất đa dạng, từ hồng đến hơi đỏ, tía với các đốm trắng tương phản, từ trắng đến màu kem hoặc từ cam đến đỏ.
Những loài ở châu Phi nguyên thủy được thụ phấn nhờ các loài ong có tên là anthrophorine, nhưng có vài sự thay đổi diễn ra trong quá trình thụ phấn, đã cho phép sự thụ phấn nhờ chim hút mật, bướm, sâu bướm, ruồi và nhiều loài khác.
Lay ơn là thức ăn cho ấu trùng của bộ Lepidoptera, bao gồm cả bướm cánh sau vàng lớn (Noctua pronuba).
Lay ơn được lai ghép rất phổ biến, phục vụ cho việc trang trí vì có màu sắc rất phong phú. Những nhóm được ghép thông qua sự thụ phấn chéo giữa 4 hoặc 5 loài, tiếp theo là bằng chọn lọc, theo các tiêu chuẩn: Grandiflorus (tức là độ lớn của hoa, theo nghĩa La tinh), Primuline (màu sắc có chứa vòng benzothiazole, còn được biết tới như là Direct Yellow 7, Carnotine hoặc C.I. 49010) và Nanus (đặc tính lùn do di truyền). Chúng tạo ra những bông hoa được cắt tỉa rất tốt. Tuy nhiên, do chiều cao, cây trồng thường hay bị đổ rạp khi có gió lớn.

## Các loài

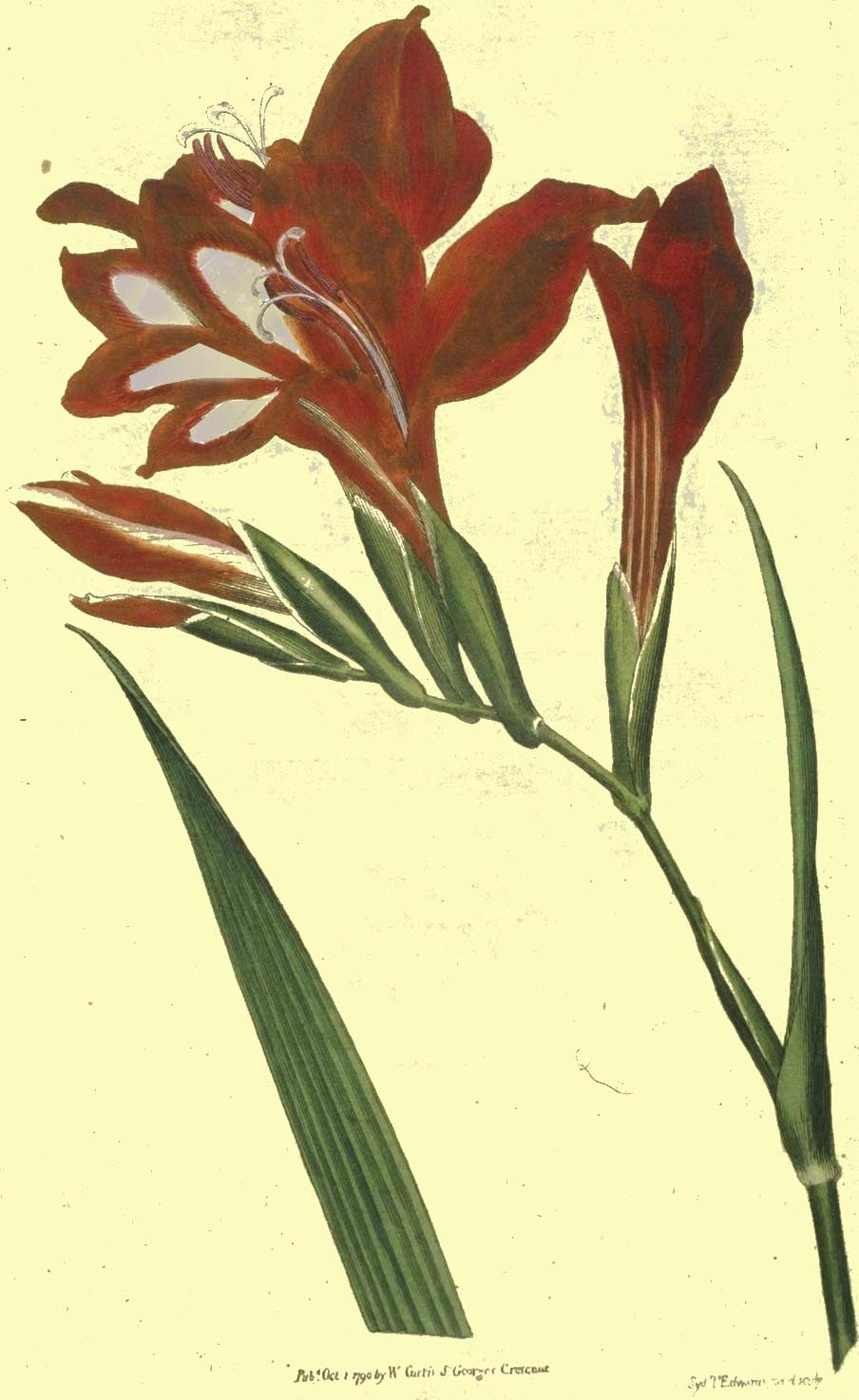
Gladiolus cardinalis
từ Botanical Magazine của Curtis, 1790

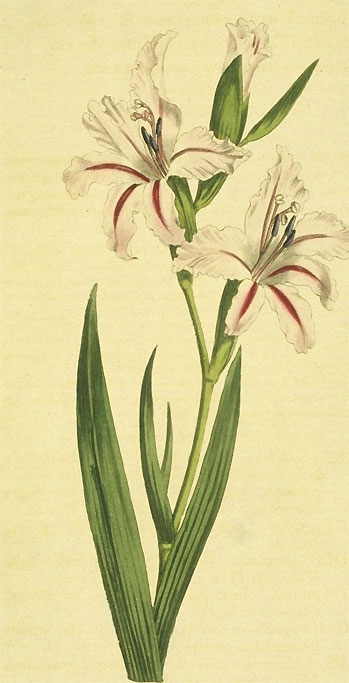
Lay ơn hoa hình sóng (Gladiolus undulatus)
từ Botanical Magazine của Curtis, 1801

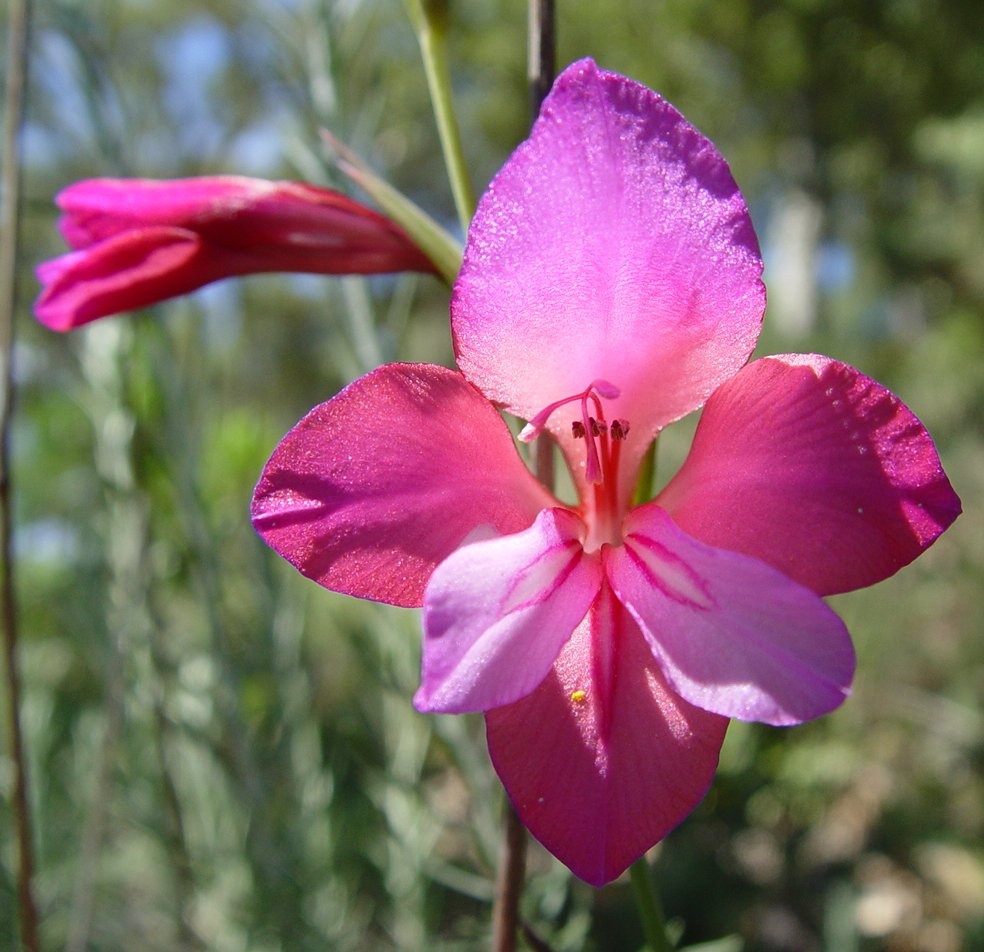
Gladiolus illyricus

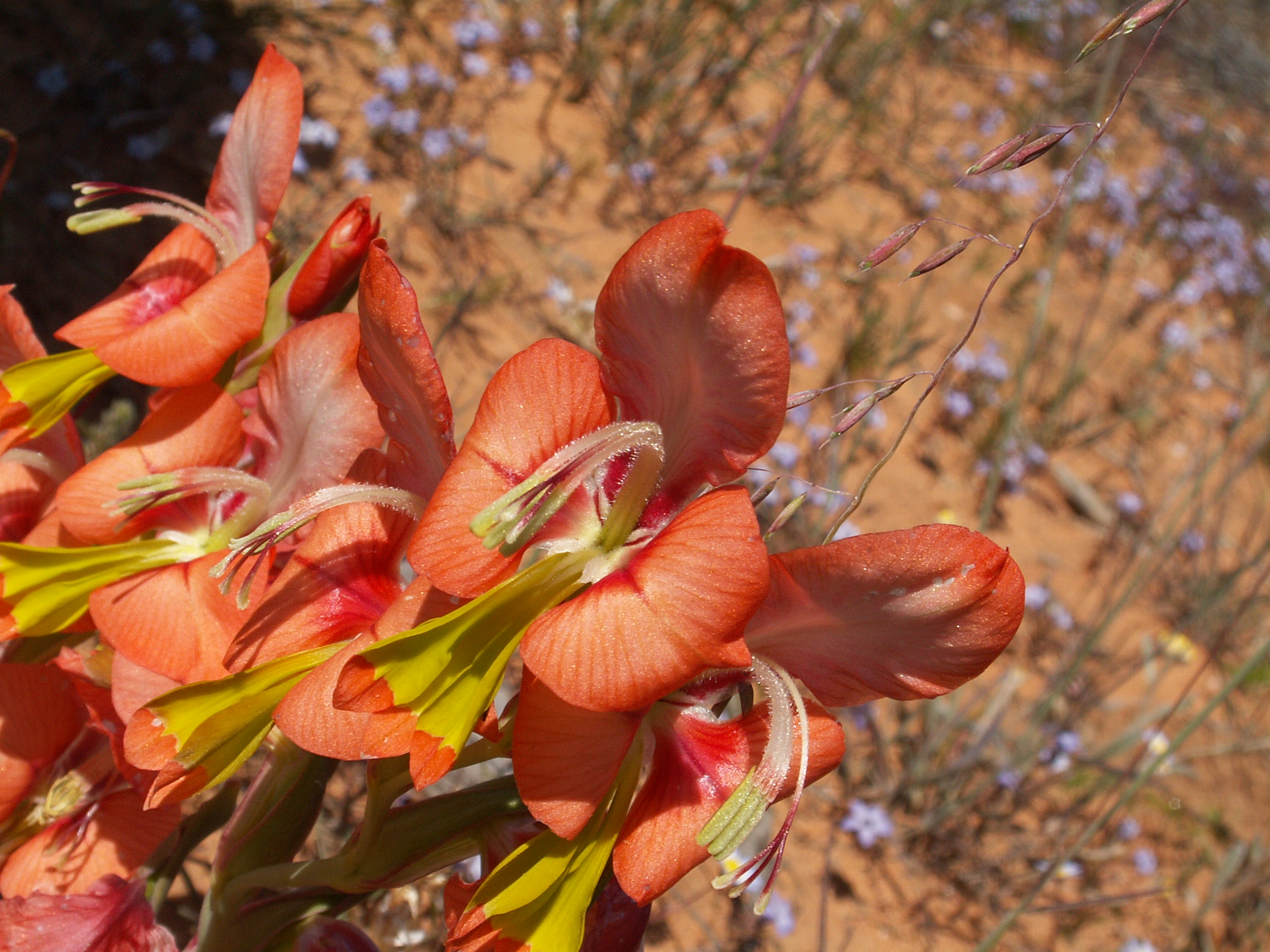
Gladiolus alatus, Clanwilliam, RSA

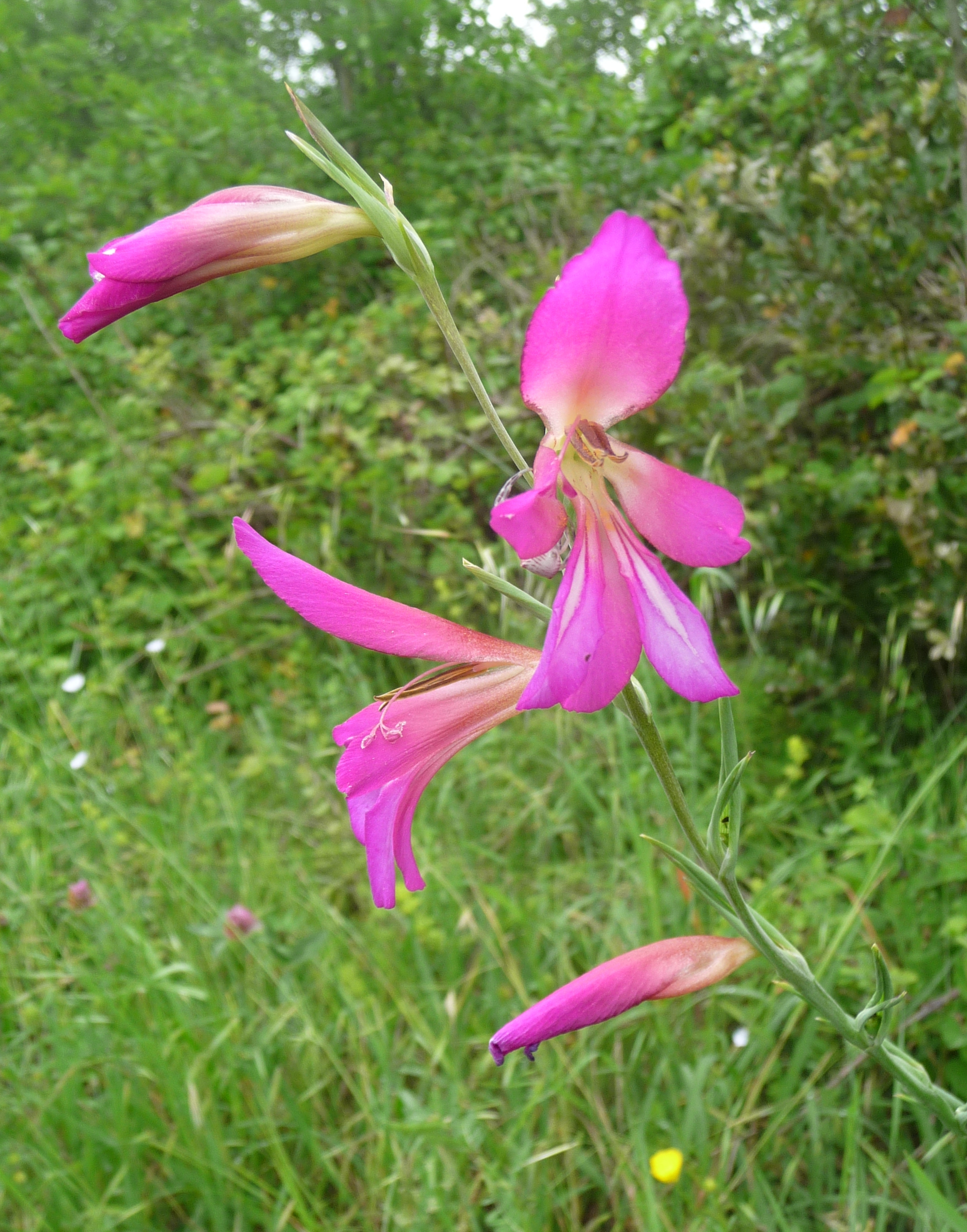
Gladiolus italicus

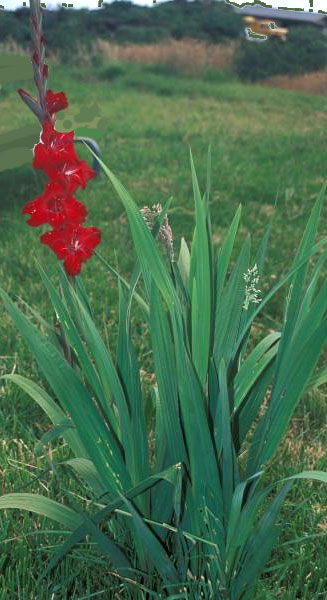
Một loại lay ơn lai ghép, nhóm Grandiflorus

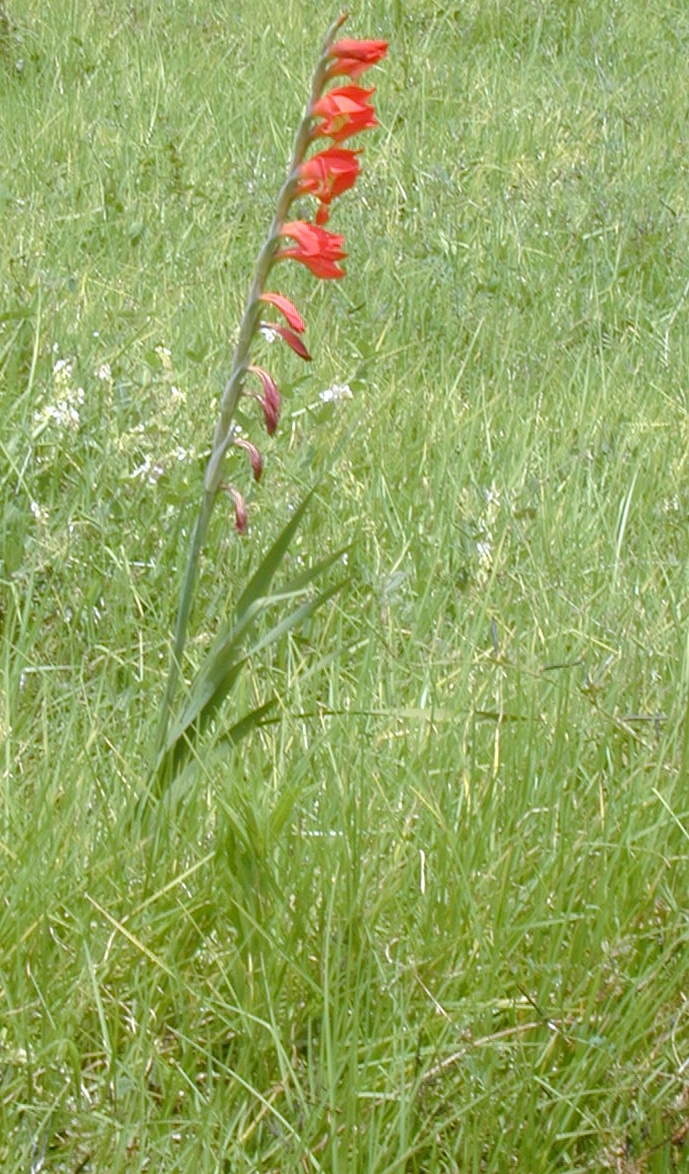
Gladiolus dalenii

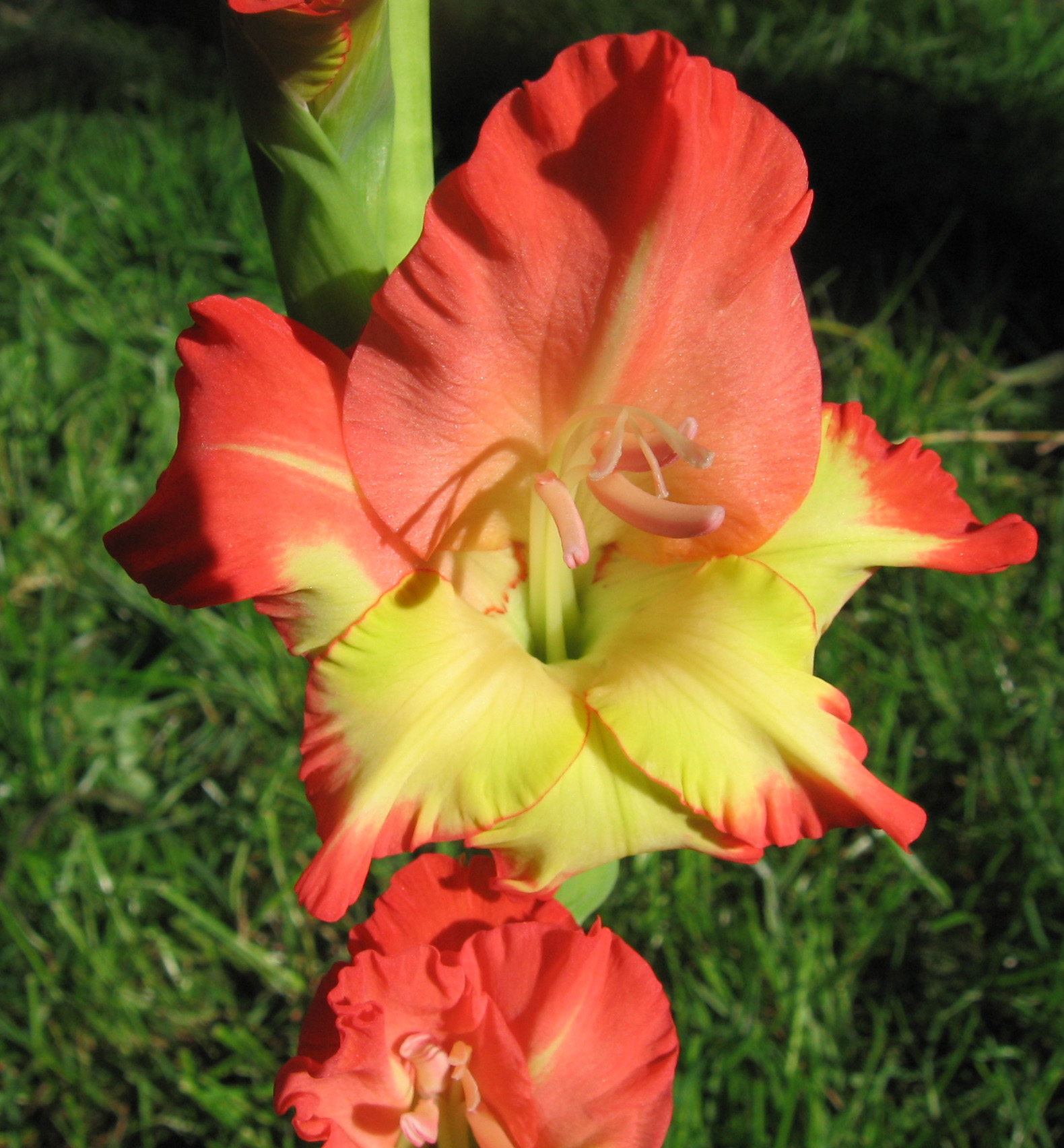
Một loại lay ơn lai ghép

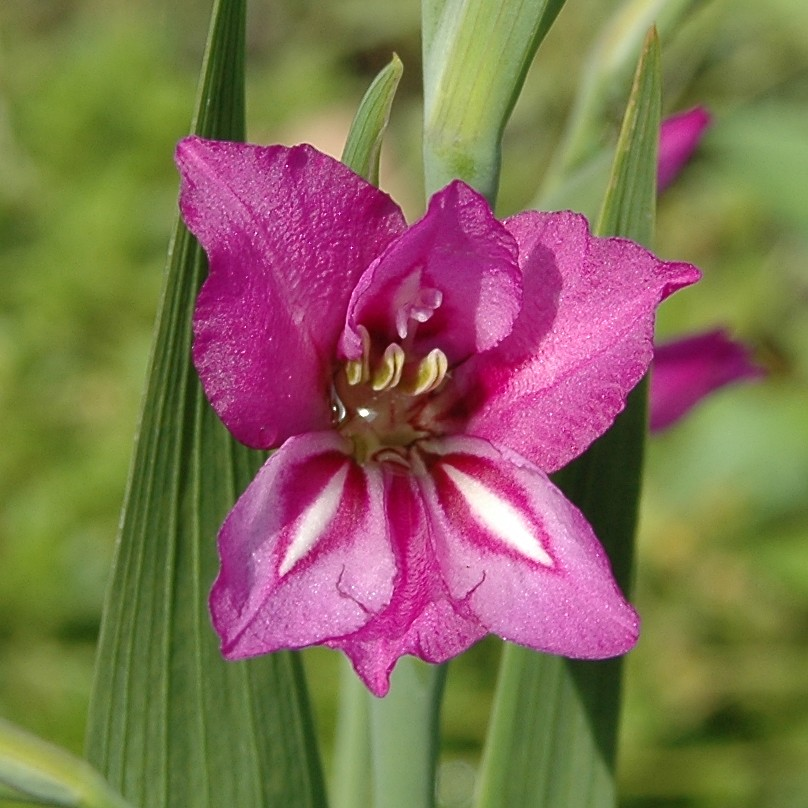
Gladiolus imbricatus

Chi Gladiolus được phân chia thành nhiều đoạn. Nơi nào có thể thì các đoạn này được chỉ ra. Tuy nhiên, phần lớn các loài được đặt vào đó không chắc chắn.
- Gladiolus abbreviatus Andrews
- Gladiolus acuminatus F.Bol.
- Gladiolus aequinoctialis Herb.
- Gladiolus alatus L. (đoạn Hebea)
- Gladiolus aleppicus Boiss. var. aleppicus
- Gladiolus anatolicus
- Gladiolus andringitrae Goldblatt
- Gladiolus angustus L. (đoạn Blandus): lay ơn ống dài
- Gladiolus antandroyi Goldblatt
- Gladiolus antholyzoides Baker
- Gladiolus appendiculatus G.Lewis
- Gladiolus aquamontanus Goldblatt & Vlok
- Gladiolus arcuatus Klatt
- Gladiolus atropurpureus Baker
- Gladiolus atroviolaceus Boiss.
- Gladiolus aurantiacus Klatt
- Gladiolus aureus Baker: lay ơn vàng
- Gladiolus bellus C. H. Wright
- Gladiolus benguellensis Baker (đoạn Ophiolyza)
- Gladiolus bilineatus G. J. Lewis
- Gladiolus boehmii Vaupel (1882)
- Gladiolus bojeri (Baker) Goldblatt
- Gladiolus brachylimbus Baker (1893)
- Gladiolus brachyphyllus F. Bolus
- Gladiolus brevifolius Jacq. (đoạn Linearifolius)
- Gladiolus brevitubus G. Lewis
- Gladiolus buckerveldii (L. Bolus) Goldblatt
- Gladiolus bullatus Thunb. ex G. Lewis: chuông lam Caledon
- Gladiolus caeruleus Goldblatt & J.C. Manning
- Gladiolus calcaratus G. Lewis
- Gladiolus calcicola Goldblatt
- Gladiolus callianthus Mosais: lay ơn Abyssinia
- Gladiolus canaliculatus Goldblatt
- Gladiolus candidus (Rendle) Goldblatt
- Gladiolus cardinalis Curtis (đoạn Blandus)
- Gladiolus carinatus Aiton
- Gladiolus carmineus C. H. Wright (đoạn Blandus): hoa huệ vách núi
- Gladiolus carneus (sect. Blandus): lay ơn lớn
- Gladiolus caryophyllaceus (Burm. f.) Poiret
- Gladiolus cataractarum Oberm.
- Gladiolus caucasicus Herb.
- Gladiolus ceresianus L. Bolus
- Gladiolus citrinus Klatt
- Gladiolus x colvillei: lay ơn Colville
- Gladiolus communis L. (đoạn Gladiolus): lay ơn (loài điển hình)
  - Gladiolus communis subsp. byzantinus (đoạn Gladiolus) - lay ơn phương đông
  - Gladiolus communis subsp. communis (đoạn Gladiolus)
- Gladiolus conrathii Baker (1898)
- Gladiolus crassifolius Baker
- Gladiolus crispulatus L. Bolus
- Gladiolus cruentus T. Moore (đoạn Ophiolyza)
- Gladiolus curtifolius Marais
- Gladiolus cuspidatus
- Gladiolus cylindraceus G. Lewis
- Gladiolus cymbarius Baker
- Gladiolus dalenii Van Geel (đoạn Ophiolyza)
- Gladiolus debilis Ker Gawler (đoạn Homoglossum): lay ơn nhỏ
- Gladiolus decaryi Goldblatt
- Gladiolus decipiens Vaupel
- Gladiolus decoratus Baker
- Gladiolus densiflorus Baker
- Gladiolus deserticolus Goldblatt
- Gladiolus dolomiticus Oberm.
- Gladiolus dracocephalus Hook.f.
- Gladiolus dregei Klatt
- Gladiolus dubius
- Gladiolus dzavakheticus
- Gladiolus ecklonii Lehm.
- Gladiolus edulis Burchell ex Ker Gawler
- Gladiolus elliotii Baker (đoạn Ophiolyza)
- Gladiolus emiliae L. Bolus
- Gladiolus engysiphon G. Lewis
- Gladiolus equitans Thunb. (đoạn Hebea)
- Gladiolus erectiflorus Baker
- Gladiolus exiguus G. Lewis
- Gladiolus flanaganii Baker: lay ơn tự vẫn
- Gladiolus floribundus Jacq.
- Gladiolus fourcadei (L. Bolus) Goldblatt & De Vos
- Gladiolus ×gandavensis (đoạn Ophiolyza) [= G. dalenii × 'G. oppositiflorus]
- Gladiolus garnierii Klatt
- Gladiolus geardii L. Bolus
- Gladiolus goetzii Harms
- Gladiolus gracilis Jacq. (đoạn Homoglossum): hoa chuông Reed
- Gladiolus gracillimus Baker
- Gladiolus grandiflorus (đoạn Blandus)
- Gladiolus gregarius Welw. ex Baker (đoạn Densiflorus)
- Gladiolus griseus Goldblatt & J.C. Manning
- Gladiolus gueinzii Kunze
- Gladiolus guthriei F. Bol. (đoạn Linearifolius)
- Gladiolus halophilus Boiss. & Heldr.
- Gladiolus harmsianus Vaupel
- Gladiolus heterolobus Vaupel
- Gladiolus hirsutus Jacq. (đoạn Linearifolius): Afrikaner hồng nhỏ
- Gladiolus hollandii L. Bolus
- Gladiolus horombensis Goldblatt
- Gladiolus huillensis (Welw. ex Baker) Goldblatt
- Gladiolus hyalinus Jacq.
- Gladiolus illyricus W.D.J.Koch: lay ơn dại
- Gladiolus imbricatus L.
- Gladiolus inandensis Baker
- Gladiolus incospicuus Baker
- Gladiolus inflatus Thunb.
- Gladiolus inflexus Goldblatt & J.C. Manning
- Gladiolus insolens Goldblatt & J.C. Manning
- Gladiolus intonsus Goldblatt
- Gladiolus invenustus G. J. Lewis
- Gladiolus involutus (đoạn Hebea)
- Gladiolus iroensis (A. Chev.) Marais
- Gladiolus italicus P. Mill. (đoạn Gladiolus): lay ơn Italia
- Gladiolus johnstoni Baker (s. d.)
- Gladiolus jonquilliodorus Ecklon ex G. Lewis
- Gladiolus junodi Baker
- Gladiolus kamiesbergensis G. Lewis
- Gladiolus karendensis Baker
- Gladiolus katubensis De Wild.
- Gladiolus klattianus Hutch.
- Gladiolus kotschyanus Boiss.
- Gladiolus kubangensis Harms
- Gladiolus lapeirousioides Goldblatt
- Gladiolus laxiflorus Baker
- Gladiolus lemoinei
- Gladiolus leptosiphon Bolus f.
- Gladiolus liliaceus Houtt. (đoạn Homoglossum)
- Gladiolus linearifolius Vaupel
- Gladiolus linearis N.E.Br.
- Gladiolus longanus Harms
- Gladiolus longicollis Baker (đoạn Homoglossum)
  - Gladiolus longicollis subsp. longicollis (đoạn Homoglossum)
  - Gladiolus longicollis subsp. platypetalus (đoạn Homoglossum)
- Gladiolus loteniensis Hilliard & Burtt
- Gladiolus louiseae L. Bolus
- Gladiolus lundaensis Goldblatt
- Gladiolus luteus Lam.
- Gladiolus lyalinus
- Gladiolus macneilii Oberm.
- Gladiolus macowani Baker
- Gladiolus macowanii Baker (s. d.)
- Gladiolus macrospathus Goldblatt
- Gladiolus maculatus Sweet
- Gladiolus magnificus (Harms) Goldblatt
- Gladiolus malangensis Baker (1879)
- Gladiolus malvinus Goldblatt & J.C. Manning
- Gladiolus marlothii G. Lewis
- Gladiolus martleyi L. Bolus (đoạn Homoglossum)
- Gladiolus meliusculus (G. Lewis) Goldblatt & J.C. Manning
- Gladiolus melleri Baker (đoạn Ophiolyza)
- Gladiolus micranthus Baker (1901)
- Gladiolus microcarpus G. Lewis
- Gladiolus microsiphon Baker
- Gladiolus milleri Ker Gawler
- Gladiolus mirus Vaupel
- Gladiolus monticola G. Lewis ex Goldblatt & J.C. Manning
- Gladiolus mortonius (đoạn Densiflorus)
- Gladiolus mostertiae L. Bolus
- Gladiolus muenzneri F. Vaup
- Gladiolus murielae (đoạn Acidanthera)
- Gladiolus natalensis (Eckl.) Hook.
- Gladiolus nerineoides G. Lewis
- Gladiolus newii Baker
- Gladiolus nigromontanus Goldblatt
- Gladiolus niveus Goldblatt & J.C. Manning
- Gladiolus nyasicus Goldblatt
- Gladiolus oatesii Rolfe
- Gladiolus ochroleucus Baker (đoạn Densiflorus)
- Gladiolus odoratus L. Bolus
- Gladiolus oliganthus Baker
- Gladiolus oppositiflorus Herbert (đoạn Ophiolyza)
- Gladiolus orchidiflorus Andrews (đoạn Hebea)
- Gladiolus oreocharis Schltr.
- Gladiolus pallidus Baker
- Gladiolus paludosus Baker
- Gladiolus palustris: lay ơn đầm lầy
- Gladiolus papilio Hook. f. (đoạn Densiflorus): lay ơn Goldblotch
- Gladiolus pappei Baker (đoạn Blandus)
- Gladiolus pardalinus Goldblatt & J.C. Manning
- Gladiolus parvulus Schltr.
- Gladiolus patersoniae F. Bolus hoặc Bolus f.
- Gladiolus pavonia Goldblatt & J.C. Manning
- Gladiolus permeabilis Delaroche (đoạn Hebea)
- Gladiolus perrieri Goldblatt
- Gladiolus persicus Boiss.
- Gladiolus pillansii G. Lewis
- Gladiolus pole-evansii Verd.
- Gladiolus praecostatus
- Gladiolus praelongitubus G. J. Lewis
- Gladiolus pretoriensis Kuntze
- Gladiolus priorii (N. E. Br.) Goldblatt & De Vos
- Gladiolus prismatosiphon Schltr.
- Gladiolus pritzelii Diels
- Gladiolus psittacinus Hook.
- Gladiolus puberulus Vaupel
- Gladiolus pubigerus G. Lewis
- Gladiolus pulchellus Klatt
- Gladiolus pulcherrimus (G. Lewis) Goldblatt & J.C. Manning
- Gladiolus punctulatus Schrank
- Gladiolus pusillus Goldblatt
- Gladiolus quadrangularis (Burm. f.) Ker Gawler
- Gladiolus quadrangulus (Delaroche) Barnard
- Gladiolus ramosus
- Gladiolus recurvus (đoạn Homoglossum)
- Gladiolus rehmannii Baker
- Gladiolus remotifolius Baker
- Gladiolus rigidifolius Baker
- Gladiolus robertsoniae F. Bolus hoặc Bolus f.
- Gladiolus rogersii Baker
- Gladiolus roseovenosus Goldblatt & J.C. Manning
- Gladiolus rubellus Goldblatt
- Gladiolus rudis Lichtst. ex Roem. & Schult.
- Gladiolus rupicola F. Vaupel
- Gladiolus saccatus (Klatt) Goldblatt & M.P. de Vos
- Gladiolus salteri G. Lewis
- Gladiolus saundersii Hook. f.: lay ơn Saunders, hoa huệ Lesotho
- Gladiolus schlechteri Baker
- Gladiolus schweinfurthii Baker
- Gladiolus scullyi Baker
- Gladiolus serapiiflorus Goldblatt
- Gladiolus serenjensis Goldblatt
- Gladiolus sericeovillosus Hook. f.
- Gladiolus serpenticola Goldblatt & J.C. Manning
- Gladiolus somalensis Goldblatt & Thulin
- Gladiolus speciosus Thunb.
- Gladiolus spectabilis Baker (s. d.)
- Gladiolus splendens ((Sweet)) Herbert
- Gladiolus stefaniae Oberm.
- Gladiolus stellatus G. Lewis
- Gladiolus subcaeruleus G. Lewis
- Gladiolus sufflavus (G. Lewis) Goldblatt & J.C. Manning
- Gladiolus sulcatus Goldblatt
- Gladiolus taubertianus Schltr.
- Gladiolus tenellus Ecklon
- Gladiolus tenuis M. Bieb.
- Gladiolus teretifolius Goldblatt & De Vos
- Gladiolus thomsonii Baker
- Gladiolus trichonemifolius (đoạn Homoglossum)
- Gladiolus tristis (đoạn Homoglossum)
  - Gladiolus tristis var. concolor (Salisb.) Baker: lay ơn nở hoa quanh năm
- Gladiolus tritoniaeformis
- Gladiolus tritoniiformis Kuntze
- Gladiolus uitenhagensis Goldblatt & Vlok
- Gladiolus undulatus L. (đoạn Blandus): lay ơn hoa hình sóng
- Gladiolus unguiculatus Baker
- Gladiolus usambarensis Marais ex Goldblatt
- Gladiolus uysiae L. Bolus ex G. Lewis
- Gladiolus vaginatus F. Bolus hoặc Bolus f. (đoạn Homoglossum)
- Gladiolus validissimus Vaupel
- Gladiolus vandermerwei (L. Bolus) Goldblatt & De Vos
- Gladiolus varius F. Bolus hay Bolus f.
- Gladiolus velutinus De Wild.
- Gladiolus venustus G. Lewis (đoạn Hebea)
- Gladiolus vernus Oberm.
- Gladiolus vinoso-maculatus Kies
- Gladiolus violaceo-lineatus G. Lewis
- Gladiolus virescens Thunb. (đoạn Hebea)
- Gladiolus viridiflorus G. Lewis
- Gladiolus viridis Aiton
- Gladiolus watermeyeri (đoạn Hebea)
- Gladiolus watsonioides Baker
- Gladiolus watsonius Thunb. (đoạn Homoglossum)
- Gladiolus woodii Baker
- Gladiolus zimbabweensis Goldblatt